# Homonnay Gergely
Homonnay Gergely (Gyula, 1969. augusztus 24.  – Róma, 2022. január 1.) magyar író, újságíró, tanár, a Demokratikus Koalíció aktivistája.

## Életpályája
A Szegedi Tudományegyetem bölcsészkarán angol–német szakon végzett, majd Pécsett és az ELTE Állam- és Jogtudományi Karon folytatott jogi tanulmányokat. Dolgozott fordítóként, egy fotóügynökségnél, tanított gimnáziumban, és éveken keresztül újságíróként működött. Első írásai balettkritikák voltak. Korábban a Best, a Story munkatársa, de írásai jelentek meg a Nők Lapja Psziché magazinban, a wmn.hu-n és a szeretlekmagyarorszag.hu-n. A 2000-es évek közepén kezdett el blogolni; két blogja, a gonzalo és a dagadtanoverem ismertté tették a blogírói körökben. Elsősorban a magyarországi LMBTQ mozgalommal kapcsolatos kérdések, az emberi jogok és a női esélyegyenlőség kérdései foglalkoztatták. Könyvei, a Puszi, Erzsi!, valamint Az elnökasszony egyaránt „macskaperspektívából” mutatják be a gazdi viszonyát kisállatához, illetve a politikai életet.

## Politikai szerepvállalása
A politikába a 2018-as áprilisi választás után kapcsolódott be; az áprilisi tüntetések egyik fő szervezője volt. 2018. április 14-én a „Mi vagyunk a többség! – Tüntetés a demokráciáért” elnevezésű ellenzéki megmozdulást követően így írt hitvallásáról: 
Hiszek abban az országban, ahol nem számít, ki melyik pártra szavazott, ahol egy zsidó lány azt írja, hogy felemelő a jobbikosokkal vonulni az Andrássyn, ahol a szocialista parlamenti képviselőnek a színpad mögött jobbikosok gratulálnak a megválasztásához, ahol egy LMP-s kérdezi, hol vannak a DK-sok, mert az egyik legjobb barátja velük jött. Ahol megöleljük egymást, és ahol a gyűlöletnek nyoma sincs.
Magát liberális gondolkodónak vallotta, pártonkívüli volt. Emberi jogi és oktatáspolitikai kérdésekben nyilvánult meg, és foglalkozott a társadalmi nemek tudományával. Feminista és queerelméleti (queer studies) kurzuson vett részt.
2021 szeptemberében Novák Katalinra tett becsületsértő kijelentése miatt jogerősen elítélték, egy év próbaidőre bocsátották, valamint a perköltségek megfizetésére kötelezték. Később Rómában élt, és a meleg közösség jogai iránti elkötelezettségéről vált ismertté a politikai vitákban. Perintfalvi Rita katolikus teológus szerint, miután Homonnay „aljas, náci féregnek” nevezte a családokért felelős tárca nélküli minisztert, „céltáblája lett a hergelésnek, a gyűlölködés legkülönbözőbb formáinak mind online, mind offline módon”.

## Halála
Homonnay Gergely 2022 januárjában hirtelen hunyt el egy Rómában fekvő privát klub törökfürdőjében. Egyes beszámolók szerint szívinfarktus végezhetett vele, és halála kapcsán felmerült a kábítószer használat gyanúja is.
Halála körülményeit bűnügyi nyomozás keretében vizsgálta az olasz rendőrség, a halála után megjelent sajtóközlemények alapján nem rekonstruálható pontosan, hogy mi történt. Halálát követően ügyvédje, Marczingós László hozta vissza Rómából Erzsit, Homonnay közismert macskáját Magyarországra.

## Könyvei
- Puszi, Erzsi! A világ macskaszemmel; Libri, Bp., 2016[17][18]
- Az elnökasszony. A bundás választás; Libri, Bp., 2017[19]
- Erzsi bölcsességei. A boldog élet titka; Libri, Bp., 2017[20]